# Lesli Dalaba
Lesli Dalaba  ist eine US-amerikanische Jazz- und Improvisationsmusikerin (Trompete, Truba, Perkussion).
Dalaba lebte ab 1978 in New York City, wo sie zunächst in den Ensembles von Wayne Horvitz, Elliott Sharp und La Monte Young arbeitete. Auf dem Independent-Label Parachute legte sie 1979 ihr Debütalbum Trumpet Songs and Dances vor. 1989 kehrte sie in ihre Heimatstadt Seattle zurück, wo sie bei einem Independent-Label arbeitete. In den nächsten Jahren absolvierte sie ihren Master in Chinesischer Kräuterheilkunde und Akupunktur am Northwest Institute of Acupuncture and Oriental Medicine in Seattle, um dann ein Praktikum am Zhejiang Institute of Traditional Chinese Medicine in China zu machen. Seit 1993 praktiziert sie medizinisch.
Ferner spielte sie mit Jeff Greinkes Band land, dem New York Composers Orchestra und gründete 1996 die Formation Radio Chongching sowie die Yellow Hat Band. Auf dem Album Core Samples (Dossier, 1992) veröffentlichte sie eine Auswahl ihrer eigenen Kompositionen, vor allem die mehrteiligen Suiten Core Sample (1989), mit der Zlatne Ustne Brass Band, sowie Duetten mit Herb Robertson, Elliott Sharp und der Sängerin Sussan Deihim und Violin Sentiment von 1989, mit Sharp und dem Violinisten Jim Katzin. Mit Fred Frith, Eric Glick Rieman und Carla Kihlstedt entstand das Album Dalaba Frith Glick-Rieman Kihlstedt (Accretions, 2003). Im Bereich des Jazz war sie zwischen 1978 und 2004 an 17 Aufnahmesessions beteiligt, u. a. mit Sue Ann Harkey und Eyvind Kang (The Story of Iceland, 2000).

## Diskographische Hinweise
- Trumpet Songs and Dances (Parachute, 1979), z. T. mit Wayne Horvitz, Polly Bradfield
- Zahir (Endless, 1999), mit Bill Horist, Randall Dunn
- Timelines (Tzadik, 2004), mit Zeena Parkins, Amy Denio, Ikue Mori, Carla Kihlstedt
- Eric Glick Rieman, Lesli Dalaba, Stuart Dempster Lung Tree (ReR, 2004)